# اچ‌ام‌اس شالیمار (پی۲۴۲)
اچ‌ام‌اس شالیمار (پی۲۴۲) (به انگلیسی: HMS Shalimar (P242)) یک زیردریایی بود که طول آن ۲۱۷ فوت (۶۶ متر) بود. این زیردریایی در سال ۱۹۴۳ ساخته شد.